# Операція «Світанок» у секторі Гази
Операція «Світанок» (івр. מבצע עלות השחר Мівца «Алут га-шахар») — антитерористична операція Армії оборони Ізраїлю (ЦАГАЛЬ), що почалася 5 серпня 2022 року серією авіаударів у секторі Гази по об'єктах, що належать «Ісламському джихаду», після арешту на західному березі річки Йордан 1 серпня Бассема аль-Сааді, високопоставленого бойовика «Ісламського джихаду в Палестині».
Голова прес-служби Армії оборони Ізраїлю Ран Кохав заявив, що операція триватиме щонайменше тиждень. Однак вона може бути продовжена або згорнута раніше. За його словами, жодних переговорів з «Ісламським джихадом» про припинення вогню не ведеться. У перший день операції було вбито Тайсіра Джабарі, військового лідера угруповання «Ісламський джихад у Палестині».
Згідно з даними міністерства охорони здоров'я Гази, в результаті операції загинув щонайменше 31 палестинець, у тому числі шестеро дітей. Армія оборони Ізраїлю заявила, що 7 мирних жителів, у тому числі 4 дітей, загинули в результаті невдалого запуску палестинської ракети в Джебалії, тоді як Аль-Джазіра повідомила про 4 дітей і BBC про загибель кількох дітей, заявивши, що вони не змогли незалежно перевірити заяву Ізраїлю. 6 серпня Ізраїль заарештував 20 осіб на Західному березі річки Йордан, 19 з яких були членами «Ісламського джихаду», а ще 20 — 7 серпня, за словами неназваного ізраїльського чиновника.

## Передумови
1 серпня ізраїльські військові заарештували на Західному березі річки Йордан Басема аль-Сааді, лідера військового угрупування Ісламського джихаду в Палестині. Після нападу, на тлі загострення напруженості, дороги на півдні Ізраїлю були перекриті стіною на кордоні між Ізраїлем і сектором Гази, а підкріплення було відправлено на південь після загрози нападу з боку Гази. 3 серпня Халед аль-Батш, голова політбюро Ісламського джихаду у Газі, сказав: «Ми маємо повне право бомбити Ізраїль нашою найсучаснішою зброєю та змусити окупантів заплатити надвисоку ціну. Ми не задовольнимось нападами на прикордонні із Газою території, але ми будемо бомбити центр так званої Держави Ізраїль».

## Хід подій

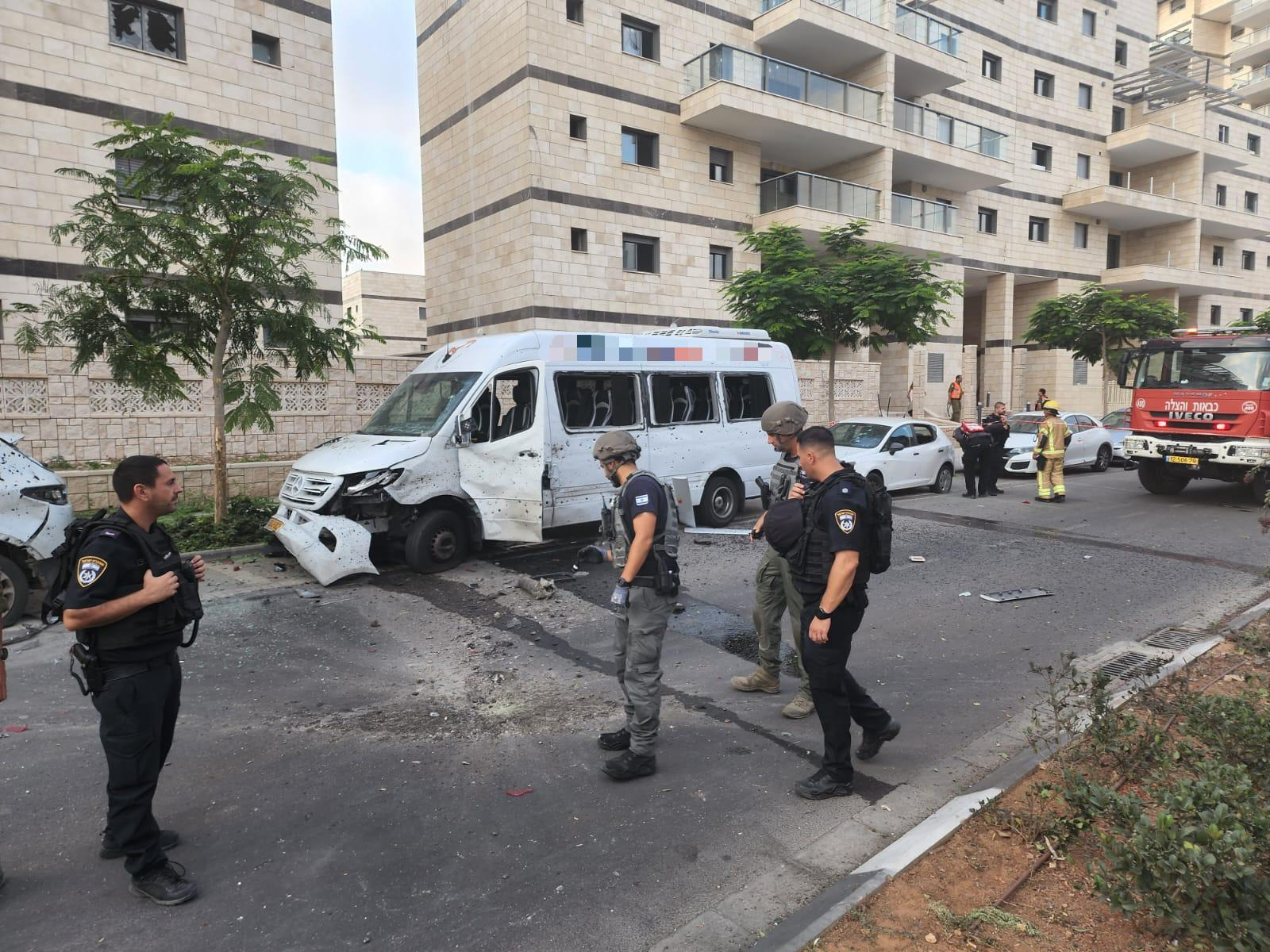
Наслідки влучення палестинської ракети в Ашкелоні, 6 серпня 2022

5 серпня 2022 року ЦАГАЛЬ оголосили про початок військової антитерористичної операції у Секторі Гази, спрямовану проти угруповання «Ісламський джихад». Серед десяти вбитих людей було четверо бойовиків Ісламського джихаду, п'ятирічна дівчинка та 25-річна жінка. У районах Ізраїлю, що межують з Газою, було введено особливе положення. Ізраїльські військові повідомили про загибель одного із командирів угруповання, Тайсіра Джабарі внаслідок одного з ударів. Керівництво поліції Ізраїлю оголосило про приведення особового складу у всіх районах країни до режиму підвищеної готовності.
Рано вранці 6 серпня Ізраїль заарештував 20 осіб на Західному березі річки Йордан, 19 з яких були членами Ісламського джихаду. У відповідь на авіаудари бойовики за даними Ісламського джихаду випустили більше сотні ракет по Ізраїлю. Жителі Ізраїлю переховувалися в укриттях. Медичний центр Барзілай надав допомогу 13 особам з травмами.
За інформацією Міноборони Ізраїлю було ліквідовано 5 пускових ракетних установок, 6 підприємств з виготовлення зброї, два або три склади з боєприпасами та 6 спостережних пунктів. Також ЦАГАЛЬ звітував про знищення 10 бойовиків.
Наступного дня в результаті авіаударів по Сектору Гази було вбито п'ятьох людей, у тому числі двох чоловіків у Хан-Юнісі та літню жінку в Бейт-Хануні. Ізраїльські винищувачі скинули дві бомби, зруйнувавши будинок члена «Ісламського джихада». У відповідь бойовики продовжували обстрілювати Ізраїль ракетами без втрат. У заяві 7 серпня угрупування Ісламського джихаду в Палестині підтвердило смерть Халеда Мансура, свого командувача на півдні Сектора Гази. Того дня бойовики ракетами обстріляли територію поблизу Єрусалиму, не завдавши шкоди. Повітряна тривога оголошувалася в Абу-Ґош, Мевасерет-Ціоні та Кір'ят-Анавімі. Представник ЦАХАЛу заявив, що за три дні (станом на 15:00 7 серпня) по Ізраїлю було випущено майже 600 ракет і снарядів, 95 % їх було перехоплено протиракетною установкою «Залізний купол».
Станом на 7 серпня глава ООН з гуманітарних питань на окупованих палестинських територіях Лінн Гастінгс закликала доставити до Гази «паливо, продовольство та медичні засоби». Єдина електростанція Гази виробляє електроенергію лише кілька годин на день, тоді як головна лікарня міста Газа повідомила про «гостру нестачу медикаментів».
9 серпня Армія оборони Ізраїлю заявила, що спроба Ісламського джихаду в Палестині запустити безпілотний літальний апарат у бік газового родовища Тамар під час боїв зазнала невдачі.
10 серпня Армія оборони Ізраїлю заявила, що під час операції з використанням реактивних літаків, вертольотів, безпілотників і артилерії було вражено 170 цілей. ЦАГАЛЬ заявив, що ці цілі включали 45 пускових майданчиків, 8 сховищ зі зброєю, 17 спостережних постів, 8 військових таборів, 6 об'єктів з виробництва боєприпасів, 3 цілі військово-морських сил.